# You know what they do to guys like us in prison
«You Know What They Do To Guys Like Us In Prison» (en español, Tú sabes qué les hacen a los chicos como nosotros en la cárcel) es una canción del disco Three Cheers For Sweet Revenge del grupo estadounidense My Chemical Romance.

## Contenido
La canción trata sobre un hombre que fue arrestrado en un restaurante mientras se escondía de un tiroteo contra él. Él cree que nunca lo encontrarán con vida, pero no quiere separarse de su amado. También habla sobre su estancia en la cárcel y el trato que recibió en ella. La canción aborda también la grave problemática de las violaciones en las cárceles, lo cual menciona en algunas presentaciones en vivo.
La revista Total Guitar comenta sobre la canción que «You Know What They Do comienza con algunos complicados acordes de jazz del guitarrista rítmico Frank Iero [...]. La relativa cautela del primer verso es reemplazada por el ataque furioso del estribillo y, salvo por los clímax dramáticos tanto antes como después de la sección del solo, el nivel de energía de alto octanaje se mantiene al máximo hasta el mismísimo final de la pista». También señala que en la canción «Ray Toro con su guitarra usa mucho el tremolo picking».

## Curiosidades
- El cantante de The Used, Bert McCracken, canta en esta canción, haciendo voces de fondo y gritando, de manera que aparece en los créditos del álbum.
- La canción se tocó en Hoboken (Nueva Jersey), para el DVD en vivo The Black Parade is dead!, el 24 de octubre de 2007.

## Créditos
- Gerard Way, voz
- Bert McCracken, voz de fondo.
- Frank Iero, guitarra rítmica.
- Ray Toro, guitarra principal.
- Mikey Way, bajo
- Matt Pelissier, batería
- Howard Benson, órgano Hammond